# Elizabeth Kenny
Elizabeth Kenny (Warialda, 20 settembre 1880 – Toowoomba, 30 novembre 1952) è stata un'infermiera australiana.
Autodidatta, sviluppò un nuovo controverso approccio per il trattamento delle vittime della poliomielite. Il suo metodo, che promosse a livello internazionale mentre lavorava in Australia, Europa e Stati Uniti, differiva dall'allora pratica medica convenzionale che prevedeva di posizionare gli arti colpiti in calchi in gesso, applicando invece impacchi caldi sulle parti interessate del corpo dei pazienti seguite da movimenti passivi di quelle aree per ridurre quello che lei chiamava "spasmo". I principi di riabilitazione muscolare di Kenny divennero il fondamento della fisioterapia.
La sua storia è stata raccontata nel film del 1946 L'angelo del dolore, interpretato da Rosalind Russell, che è stata nominata all'Oscar come migliore attrice per la sua interpretazione.

## Biografia
Elizabeth Kenny nacque nel Nuovo Galles del Sud  dall'australiana Mary Moore e Michael Kenny, un agricoltore irlandese.  All'età di 17 anni si ruppe il polso cadendo da cavallo. Suo padre la portò da Enea McDonnell, un medico di Toowoomba, dove rimase durante la sua convalescenza. Mentre era lì, Kenny studiò i libri di anatomia di McDonnell. Ciò dette inizio ad un'associazione permanente con McDonnell, che divenne il suo mentore e consigliere. Kenny in seguito affermò di essersi interessata al funzionamento dei muscoli durante la convalescenza dal suo incidente. Dopo la sua esperienza con McDonnell, Lisa divenne insegnante di musica presso la scuola domenicale di Rockfield. Nel 1907 Kenny tornò a Guyra, nel Nuovo Galles del Sud, svolgendo svariati lavori, e infine divenendo infermiera. Si guadagnò il titolo di sorella durante il servizio come infermiera su navi mercantili che trasportavano soldati da e verso l'Australia e l'Inghilterra durante la prima guerra mondiale  In Gran Bretagna e nei paesi del Commonwealth, il titolo di cortesia sorella si applica non solo ai membri di un ordine religioso ma anche a un'infermiera più altamente qualificata, di un grado inferiore a matron.

## Carriera
Dopo il suo ritorno nel 1909 a Nobby, aprì un Cottage Hospital a Clifton che chiamò St. Canices, dove fornì servizi di convalescenza e ostetrica. Nel 1911 trattava quella che McDonnell pensava fosse una paralisi infantile, sotto la supervisione del dottor Horn.

### Prima guerra mondiale

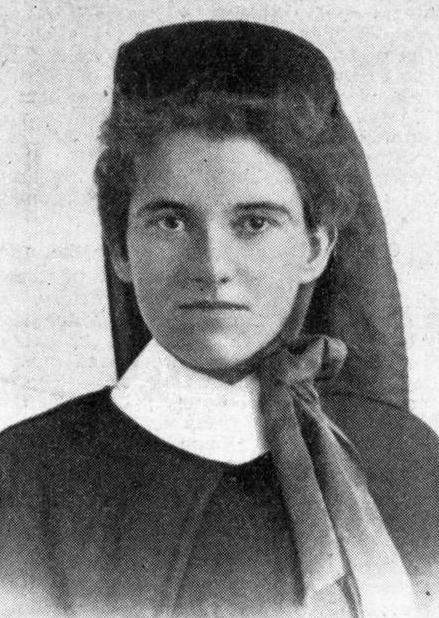
Elizabeth Kenny in divisa da infermiera nell'agosto del 1915

Nel 1915, Kenny si offrì volontaria come infermiera durante la prima guerra mondiale e andò in Europa. Non era ufficialmente un'infermiera qualificata. Tuttavia, le infermiere erano molto necessarie, quindi le fu assegnato il compito di lavorare sulle "Dark Ships", i trasporti a bassa velocità che correvano con tutte le luci spente tra l'Australia e l'Inghilterra e che trasportavano merci di guerra e soldati. Kenny prestò servizio in queste pericolose missioni durante la guerra, compiendo sedici viaggi di andata e ritorno (più uno in giro per il mondo attraverso il Canale di Panama).
Secondo i rapporti della stampa australiani degli anni '30, Kenny afferma di aver sviluppato il suo metodo mentre si prendeva cura dei pazienti affetti da meningite sulle truppe durante la prima guerra mondiale.

### Ritorno nel Queensland

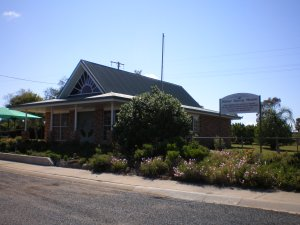
Museo Sister Kenny a Nobby, Queensland

Sebbene sfinita dal servizio di guerra, Kenny istituì e supervisionò un ospedale temporaneo a Nobby per prendersi cura delle vittime di influenza spagnola. L'assistenza di uomini malati e feriti durante la prima guerra mondiale fornì a Kenny l'esperienza per il suo successivo lavoro di riabilitazione delle vittime della polio.

### Trattamento della poliomielite

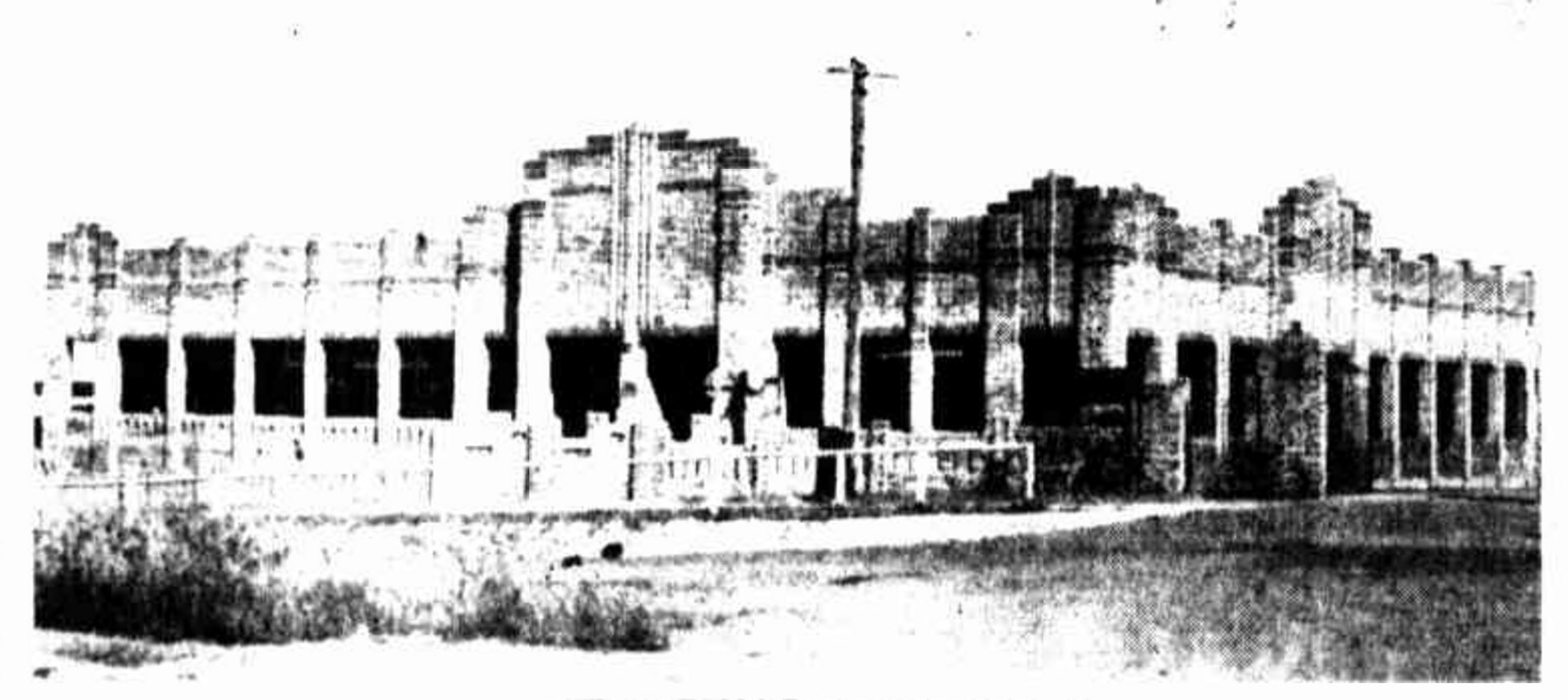
Clinica Sister Kenny, ospedale di Rockhampton, 1939

Nel 1932 il Queensland subì il maggior numero di casi di poliomielite in 30 anni. L'anno seguente diverse popolazioni locali aiutarono Kenny a creare una rudimentale struttura per il trattamento della poliomielite sotto le tende dietro il Queens Hotel a Townsville. In pochi mesi (dopo l'ulteriore successo con i bambini locali), si trasferì al piano inferiore dell'hotel. La prima valutazione ufficiale dell'opera della Kenny ebbe luogo a Townsville nel 1934, sotto l'egida del Dipartimento della Salute del Queensland. Il suo successo nel lavorare con le vittime della poliomielite portò alla creazione di cliniche Kenny in diverse città dell'Australia. La clinica della sorella Kenny nell'ambulatorio dell'ospedale di base di Rockhampton è ora elencata nel registro del patrimonio del Queensland.  

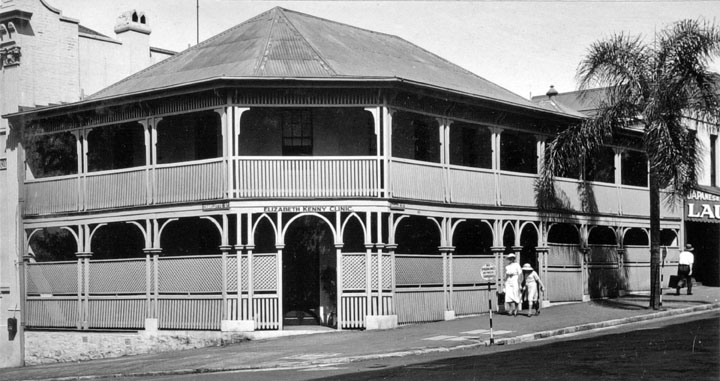
Clinica Elizabeth Kenny a Brisbane, 1938

In questi anni Kenny sviluppò il suo metodo clinico e ottenne il riconoscimento medico in Australia. Era categoricamente contraria all'immobilizzazione dei corpi dei bambini con calchi o ganci in gesso. In quel momento, Kenny chiese che le fosse permesso di curare i bambini durante la fase acuta della malattia con impacchi caldi. Tuttavia i medici non le permisero di curare i pazienti fino a dopo lo stadio acuto della malattia. Nel 1937 pubblicò un libro introduttivo sul suo lavoro intitolato Trattamento della paralisi infantile nello stadio acuto, noto come The Green Book, che fu successivamente pubblicato negli Stati Uniti. La valutazione più completa dei suoi metodi Concetto di Kenny della paralisi infantile e il suo trattamento fu pubblicata in collaborazione con il Dr. John Pohl nel 1943, ed era conosciuta come The Red Book.
Il successo di Kenny fu controverso: molti medici australiani e la British Medical Association (BMA) misero in dubbio i suoi risultati e la sua metodologia.

### Negli Stati Uniti
Nel 1940, il governo del Nuovo Galles del Sud inviò Kenny in America per presentare il suo metodo clinico per curare le vittime della polio ai medici americani. Kenny visse aMinneapolis per 11 anni. In una lettera del 1943 al British Medical Journal, Kenny notò che "c'erano oltre 300 medici che frequentavano le lezioni all'Università del Minnesota".
Durante questo periodo diversi centri di trattamento Kenny furono aperti in tutta l'America. I più noti furono il Sister Kenny Institute di Minneapolis (ora Courage Kenny Rehabilitation Institute), una struttura del New Jersey e la Ruth Home a El Monte, in California. Ricevette lauree honoris causa dalla Rutgers University e dall'Università di Rochester. La Sister Kenny Foundation fu fondata a Minneapolis per supportare lei e il suo lavoro negli Stati Uniti.
In riconoscimento del suo lavoro, nel febbraio 1950 il presidente Harry Truman firmò un disegno di legge del Congresso che conferiva a Kenny il diritto di entrare e uscire dagli Stati Uniti senza visto. Questo onore era stato concesso solo una volta in precedenza al francese Gilbert du Motier de La Fayette, leader della guerra d'indipendenza americana.

## Ultimi anni e morte

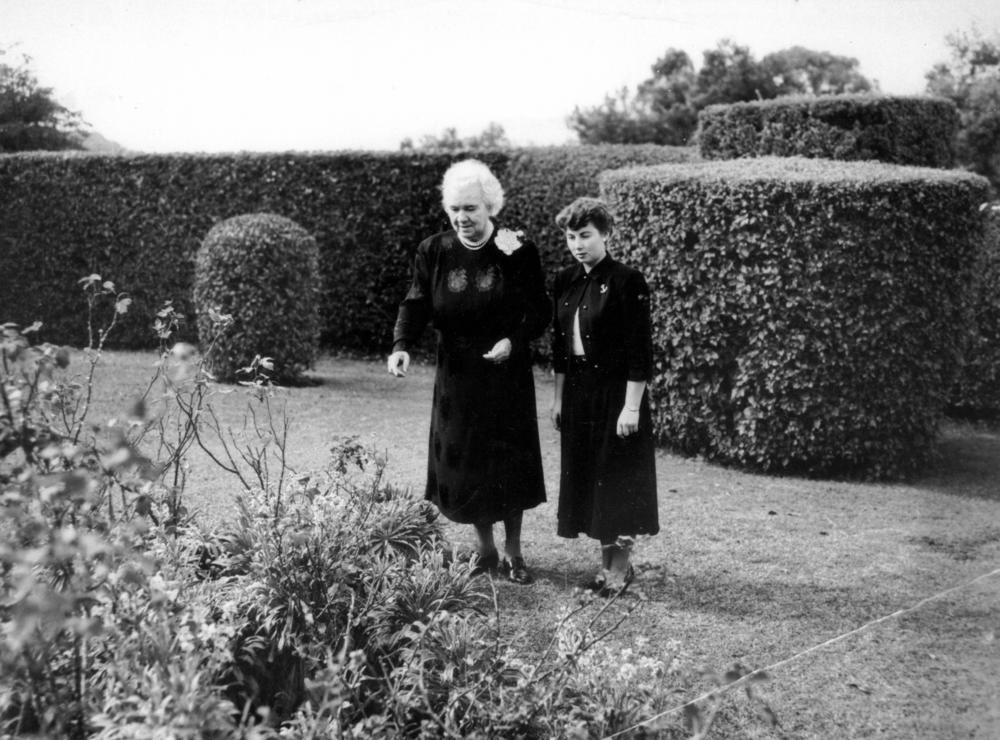
Sister Kenny (a sinistra) con la sua segretaria a Toowoomba, 1952

Kenny viaggiò a lungo in America, in Europa e in Australia, nel tentativo di ottenere un'ulteriore accettazione del suo metodo. Soffrendo del morbo di Parkinson, si fermò a Melbourne per incontrarsi privatamente con il virologo di fama internazionale Frank Macfarlane Burnet, il quale poi scrisse: 
 Kenny morì a Toowoomba nel 1952 e fu sepolta accanto a sua madre nel cimitero di Nobby.

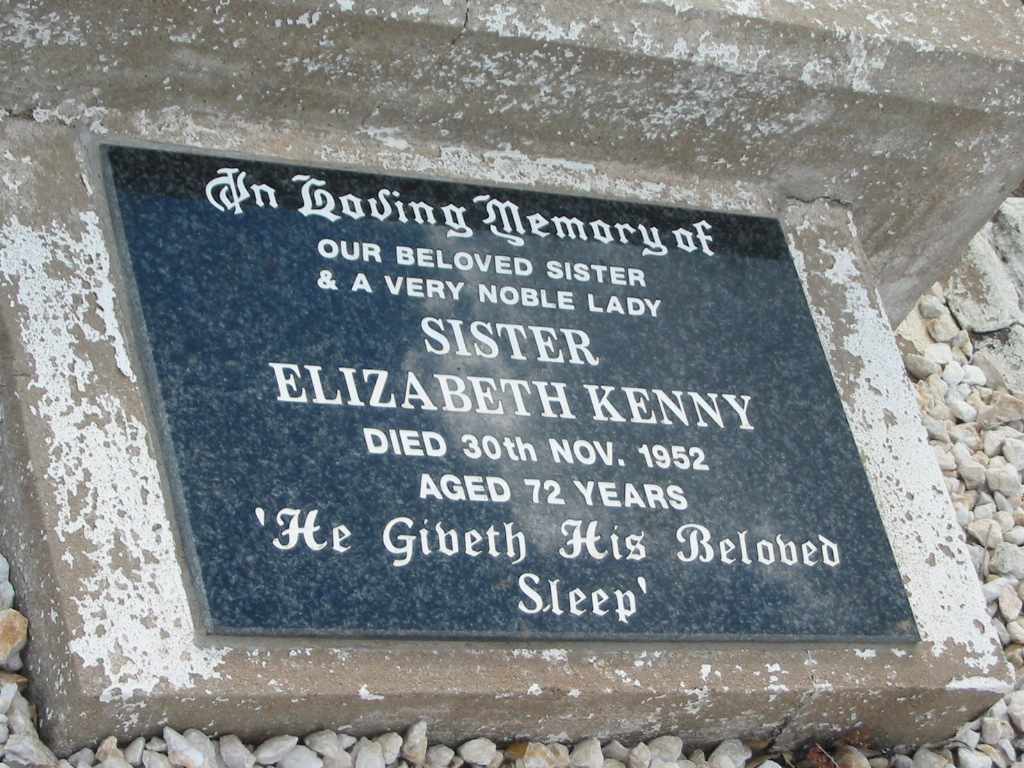
Lapide nel cimitero di Nobby

## Ex pazienti
- Alan Alda, attore
- Nipote di Rosalind Russell
- Martin Sheen, attore
- Dinah Shore, cantante
- Robert Anton Wilson, scrittore